# Supercopa de Andorra
A Supercopa Andorrana de futebol é uma competição de futebol de Andorra que reúne os campeões da Liga Andorrana e da Copa Constitució.
É disputada desde o ano de 2003, no início da temporada e em partida única, no Camp d'Esports d'Aixovall, na cidade de San Julián de Loria.

## Campeões
| Temporada | Campeão         | Resultado      | Finalista       |
| --------- | --------------- | -------------- | --------------- |
| 2003      | FC Santa Coloma | 3-2 (pr)       | UE Sant Julià   |
| 2004      | UE Sant Julià   | 2-1            | FC Santa Coloma |
| 2005      | FC Santa Coloma | 1-0            | UE Sant Julià   |
| 2006      | FC Rànger's     | 4-3 (pr)       | FC Santa Coloma |
| 2007      | FC Santa Coloma | 1-0            | FC Rànger's     |
| 2008      | FC Santa Coloma | 2-0            | UE Sant Julià   |
| 2009      | UE Sant Julià   | 2-1            | FC Santa Coloma |
| 2010      | UE Sant Julià   | 3-2 (pr)       | FC Santa Coloma |
| 2011      | UE Sant Julià   | 4-3            | FC Santa Coloma |
| 2012      | FC Lusitanos    | 2-1            | FC Santa Coloma |
| 2013      | FC Lusitanos    | 1-0            | UE Santa Coloma |
| 2014      | UE Sant Julià   | 1-0 (pr)       | FC Santa Coloma |
| 2015      | FC Santa Coloma | 1-1 (5-4 pen.) | UE Sant Julià   |
| 2016      | UE Santa Coloma | 1-0            | FC Santa Coloma |
| 2017      | FC Santa Coloma | 1-0 (pr)       | UE Santa Coloma |
| 2018      | UE Sant Julià   | 2-1            | FC Santa Coloma |
| 2019      | FC Santa Coloma | 2-1            | Engordany       |

## Títulos por clube
| Clube           | Campeão | vice-campeão | Anos campeões                            |
| --------------- | ------- | ------------ | ---------------------------------------- |
| FC Santa Coloma | 7       | 9            | 2003, 2005, 2007, 2008, 2015, 2017, 2019 |
| UE Sant Julià   | 6       | 4            | 2004, 2009, 2010, 2011, 2014, 2018       |
| FC Lusitanos    | 2       | -            | 2012, 2013                               |
| UE Santa Coloma | 1       | 2            | 2016                                     |
| FC Rànger's     | 1       | 1            | 2006                                     |
| UE Engordany    | -       | 1            | -                                        |